# Melothria cucumis
Melothria cucumis är en gurkväxtart som beskrevs av Vell. Melothria cucumis ingår i släktet Melothria och familjen gurkväxter. Inga underarter finns listade i Catalogue of Life.